# ひといきつきながら
「ひといきつきながら」は、生沢佑一の通算12作目のシングル。2015年5月27日にFRAMEよりリリースされた。

## 概要
前作『人、神、機 -Man God Machine-』より約9年ぶりにリリースされたシングルで、アルバム『魂 〜がらんどう〜』からの先行シングル。
「CD+DVD」「CD」の2形態でリリースされ、DVDには「ひといきつきながら」のミュージック・ビデオが収録された。
表題曲は、日本テレビ系『アナザースカイ』限定で放送されるJTCMソングとして書き下ろされた楽曲。生沢は作曲のみを担当し、作詞はコピーライターの岩田純平、CMでの歌唱は当時NMB48のメンバーだった山本彩が担当した。
シングル発売後、ゆうせんリクエストチャートにて10週連続トップ10に入り、ロングヒットを記録した。

## 収録曲
| #         | タイトル                                    | 作詞      | 作曲      | 編曲      | 時間  |
| --------- | ------------------------------------------- | --------- | --------- | --------- | ----- |
| 1.        | 「ひといきつきながら」                      | 岩田純平  | 生沢佑一  | 菊谷知樹  | 5:37  |
| 2.        | 「闘う花」                                  | 高木貴司  | 生沢佑一  | 菊谷知樹  | 4:25  |
| 3.        | 「ひといきつきながら (オリジナルカラオケ)」 |           |           |           | 5:37  |
| 4.        | 「闘う花 (オリジナルカラオケ)」             |           |           |           | 4:22  |
| 合計時間: | 合計時間:                                   | 合計時間: | 合計時間: | 合計時間: | 20:01 |

| #  | タイトル                            | 作詞 | 作曲・編曲 |
| -- | ----------------------------------- | ---- | ---------- |
| 1. | 「ひといきつきながら -MUSIC CLIP-」 |      |            |

## カバー

### 山本彩によるバージョン
前述のとおり、『アナザースカイ』内で放送されたCMでは山本彩が歌唱を担当した。
山本歌唱バージョンが使用されたCMは2014年7月4日より放送が開始され、曲のアレンジは、ア・カペラ・バージョンや弾き語り音源、ライブ音源、辻井伸行によるピアノの伴奏が付いたものなど多く存在する。
2016年10月26日に発売された山本のソロデビュー・アルバム『Rainbow』に収録され、山本歌唱バージョンが初音源化となった。なお、音源化されたものは、CMで放送されたアレンジとは異なる。また、アルバム収録のアレンジで、ハーモニカの演奏も担当した。
2017年2月16日に本作の世界観を元に制作された短編映画『ひといきつきながら それぞれの道篇 短編映画ver.』が公開された。映像監督は山下淳弘が務めた。
2018年10月27日に開催されたNMB48卒業コンサートの開演前に、「あなたの人生が世界一の物語でありますように」と題して、本曲をBGMに山本の幼少期を含めた過去の写真やNMB48での8年間の模様で構成された映像が会場スクリーンにて上映された。上映された映像は、山本のYouTube公式チャンネルで公開されている。

### その他のバージョン
2018年8月1日に木島ユタカが配信限定シングルとしてリリースした。ミュージック・ビデオも制作されており、木島のYouTube公式チャンネルで公開されている。